# Martin Perrillat-Bottonet
Martin Perrillat-Bottonet (* 5. November 1997 in Annecy, Haute-Savoie) ist ein ehemaliger französischer Biathlet. Er ist dreifacher Medaillengewinner bei Juniorenweltmeisterschaften.

## Sportliche Laufbahn
Martin Perrillat-Bottonet startete 2015 und 2016 zunächst bei je einer Jugend- und einer Juniorenweltmeisterschaft, wobei er im zweiten Jahr einen sechsten Platz im Verfolgungsrennen erzielte. Zu Beginn der Saison 2016/17 gab er in Beitostølen sein Debüt im IBU-Cup, beendete die beiden Sprints aber außerhalb der Punkteränge. Stattdessen lief er im Saisonverlauf im IBU-Junior-Cup und erreichte auf dieser Ebene mit der Mixedstaffel Ende Januar 2017 sein erstes Podest. Noch wesentlich erfolgreicher verlief der Winter 2017/18: Perrillat-Bottonet startete erneut im Juniorcup und feierte im Januar im Sprintrennen von Nové Město na Moravě, nachdem er sich tags zuvor noch seinem Teamkollegen Émilien Claude geschlagen geben musste, seinen ersten Sieg auf dieser Ebene. Bei den Junioreneuropameisterschaften sicherte sich der Franzose im Verfolger hinter Igor Malinowski und Bohdan Zymbal die Bronzemedaille; noch erfolgreicher verlief die Junioren-WM, wo er in Sprint und Verfolgung Silber und mit Hugo Rivail, Émilien Claude und Morgan Lamure Bronze im Staffelbewerb gewann. Die konstant guten Einzelergebnisse führten dazu, dass Perrillat-Bottonet am Saisonende den Gesamtsieg im IBU-Junior-Cup 2017/18 feiern konnte.
In der Folgesaison lief Perrillat-Bottonet erstmals durchgehend im IBU-Cup und hatte auf Anhieb Erfolg, so erreichte er zu Saisonbeginn Anfang Dezember 2018 in der Verfolgung von Idre seinen ersten Podestplatz. Während des Winters konnte der Franzose ähnliche Ergebnisse nicht wiederholen, er nahm an den Europameisterschaften teil und belegte dort Ränge außerhalb der besten 30. Sein erfolgreichster Winter wurde aber die Saison 2019/20. Perrillat-Bottonet erreichte im Supersprint von Ridnaun und im Sprint von Martell das Podest, dabei verfehlte er in Martell den Sieg gegenüber Endre Strømsheim nur um neun Zehntelsekunden. Insgesamt lief er neunmal unter die besten zehn, konnte sich dabei immer wieder auf seine Stärke am Schießstand verlassen und schloss die Gesamtwertung als Fünftplatzierter ab. Bei der EM resultierte als beste Platzierung Rang 18 im Sprint. In Vorbereitung auf die Saison 2020/21 wurde der Franzose nach seinen Vorleistungen schließlich in die A-Nationalmannschaft aufgenommen und feierte im November sein Debüt im Weltcup, kam in Kontiolahti aber in Einzel und Sprint nicht über die Plätze 69 und 89 hinaus und musste infolgedessen aus gesundheitlichen Gründen pausieren. Nach zwei IBU-Cup-Rennteilnahmen im folgenden Januar wurde er daraufhin aus der Mannschaft genommen und bestritt bis zum Saisonende nur Wettkämpfe auf nationaler Ebene. Im Winter 2021/22 trat er zu keinen Rennen mehr an.
Anfang April 2022 gab Perrillat-Bottonet sein Karriereende bekannt. Nach eigener Aussage befand sich sein Körper seit dem Training mit der Nationalmannschaft im Sommer 2020 in einem schlechten Zustand, ausgelöst von Übertraining und keinen ausreichenden Wettkampfpausen. Auch waren „der Wunsch, die Motivation und das Herz“ nicht mehr da.

## Persönliches
Perrillat-Bottonet stammt aus der Gemeinde Saint-Jean-de-Sixt. Seine jüngeren Brüder Mathieu und Judicaël sind ebenfalls als Biathleten aktiv.

## Statistiken

### Weltcupplatzierungen
Die Tabelle zeigt alle Platzierungen (je nach Austragungsjahr einschließlich Olympische Spiele und Weltmeisterschaften).
- 1.–3. Platz: Anzahl der Podiumsplatzierungen
- Top 10: Anzahl der Platzierungen unter den ersten zehn (einschließlich Podium)
- Punkteränge: Anzahl der Platzierungen innerhalb der Punkteränge (einschließlich Podium und Top 10)
- Starts: Anzahl gelaufener Rennen in der jeweiligen Disziplin
- Staffel: inklusive Mixed- und Single-Mixed-Staffeln

| Platzierung | Einzel | Sprint | Verfolgung | Massenstart | Staffel | Gesamt |
| ----------- | ------ | ------ | ---------- | ----------- | ------- | ------ |
| 1. Platz    |        |        |            |             |         |        |
| 2. Platz    |        |        |            |             |         |        |
| 3. Platz    |        |        |            |             |         |        |
| Top 10      |        |        |            |             |         |        |
| Punkteränge |        |        |            |             |         |        |
| Starts      | 1      | 1      |            |             |         | 2      |

### Jugend-/Juniorenweltmeisterschaften
Perrillat-Bottonet nahm 2015 an den Jugend-, ab 2016 an den Juniorenwettkämpfen teil.
| Weltmeisterschaften | Weltmeisterschaften | Einzelwettbewerbe | Einzelwettbewerbe | Einzelwettbewerbe | Herrenstaffel |
| Jahr                | Ort                 | Einzel            | Sprint            | Verfolgung        | Herrenstaffel |
| ------------------- | ------------------- | ----------------- | ----------------- | ----------------- | ------------- |
| 2015                | Minsk               | 19.               | 33.               | 19.               | –             |
| 2016                | Cheile Grădiștei    | 14.               | 13.               | 6.                | 6.            |
| 2017                | Osrblie             | 48.               | 16.               | 17.               | 10.           |
| 2018                | Otepää              | 9.                | 2.                | 2.                | 3.            |

### Junior-Cup-Siege
| Nr. | Datum         | Ort        | Disziplin |
| --- | ------------- | ---------- | --------- |
| 1.  | 27. Jan. 2018 | Nové Město | Sprint    |